# Schrondweiler
Schrondweiler (en luxemburguès i alemany: Schrondweiler) és una vila de la comuna de Nommern situada al districte de Luxemburg del cantó de Mersch. Està a uns 21 km de distància de la ciutat de Luxemburg.